# 게이한신 완행선
게이한신 완행선(일본어: 京阪神緩行線)은 서일본 여객철도의 게이한신 지구의 어번 네트워크 내, 도카이도 본선 교토 ~ 고베 간과 산요 본선 고베 ~ 니시아카시 간을 운행하는 각역정차의 국철시대부터의 통칭이다. JR화 후 이 구간은 JR 교토 선 및 JR 고베 선으로 불리게 되었다.(호칭법을 참조).
좁은 의미의 구간은 상기한 대로 교토 ~ 니시아카시 간 98.7km이지만, 국철 말기의 가코가와, 구사쓰 연장을 시작으로 현재에는 야스 ~ 가코가와 간 144.7km이 주된 운행 구간이 되었다.
본 항에는 교토 ~ 니시아카시 간을 중심으로 기술하며 관계된 항에서는 야스 ~ 교토 간, 니시아카시 ~ 가코가와 간을 시작해 고세이 선・후쿠치야마 선(JR 다카라즈카 선)・JR 도자이 선 등의 직통 운전 구간을 함께 기술한다.

## 호칭법
게이한신 완행선의 명칭은 특별히 정해진 것은 없고,별칭으로써 도카이도・산요 완행선, 오사카완행, 본선 완행 등으로 불린다. 전후 당분간은 현재의 신쾌속이나 쾌속의 상당한 열차를「급행」, 약칭으로는 급전이라는 명칭을 사용했다. 급행에 반대하는 개념으로써「완행」이란 명칭이 생겼는데, 이러한 호칭법은 내부의 철도 관계자나 철도 취미자 사이에서 정착되었다. 국철 시대에는 국철 내 관계자나 철도 취미자 사이에서는 별칭도 널리 사용되었지만, 국철분할운영화 이후 JR 서일본이 발족하면서「비와코 선」이나 「JR 교토 선」,「JR고베 선」등의 노선의 애칭이 정해진 것을 시작, 국철 말기부터의 운행 구간 확대나 JR 도자이 선의 개업에 수반해 JR 다카라즈카 선(후쿠치야마 선)이나 JR 도자이 선 등과의 직통운전의 개시에 의해 호칭의 정의가 애매해져 최근에는 잘 사용되지 않는다. 현재는 KATO제의 철도 모형의 상품명 등에 사용되기도 한다.(예 : 「201계 게이한신 완행선 도색」).

## 운행 형태
열차는 이하의 역을 시발・종착해 운행한다.
비와코 선・JR 교토 선(도카이도 본선)
야스・구사쓰・교토・다카쓰키・오사카
JR 고베 선(도카이도・산요 본선)
아마가사키・아시야・고베・스마・니시아카시・오쿠보・가코가와
현재의 운전 형태는 아침 러시아워 시간대 종료 이후 교토 ~ 스마/니시아카시 간・니시아카시 ~ 아마가사키( ~ JR 도자이 선,가타마치 선 직통)・(JR 다카라즈카 선 직통 ~ ）아마가사키 ~ 다카쓰키 간의 각 계통이 15분마다 운전되고, 교토 ~ 니시아카시 간의 각 역에서 1시간마다 8개 편성이 운전되고 있다. 다만 낮 시간대의 일부에 교토 발 열차가 스마에서 오리카에시하는 경우가 있어 시오야 이서에서는 배차가 넓어지는 경우가 있다. 원래 1998ㄴ년의 개정으로 일단 모두 니시아카시까지 연장된 열차 중 2006년 다이아 개정으로 교토 발의 주간 시간대 열차들이 스마에서 오리카에시 하는 것으로 단축되었다.
또, 교토 이동 구간의 야스・가타타, 니시아카시 이서 구간의 가코가와까지의 운행 연잔도 되어있었지만, 현재는 평일의 아침・저녁 시간대가 중심이다. 국철 말기에 주간 시간대의 니시아카시 행 중 1개 편성이 가코가와까지 연장 운전되었지만,후에 쾌속의 니시아카시 이서 방면 열차 증발에 수반해 니시아카시 발착으로 단축되었다. 한편 오쿠보 역 남측의 고베제강 공장 철거지가 대규모 맨션이 된 이후에는 아침 러시아워 시간대에는 오쿠보 시발・종착의 열차가 설정되어있다. 이와 같이 교토 ~ 아카시 간을 중심으로 직통 운전에 의한 통근용 차량의 사용으로써는 비교적 장거리라고 할 수 있는 100km이 넘는 운전 구간이 있다.
역간 거리가 길고 운전 속도가 높은 한편, 신쾌속・쾌속과의 접속 등 제약이 많은 다이아 등 조건이 엄격하기 때문에 207계・321계의 성능을 최대로 살린 다이아가 짜여지고 있다.

## 사용 열차
207계
321계

## 같이 보기
- 어번 네트워크